# Várszegi Csaba
Várszegi Csaba (Budapest, 1939. augusztus 22. – Budapest, 2023. november 16.) magyar gépészmérnök, vízellátási és csatornázási szakmérnök

## Családja
Édesapja Várszegi József gerelyhajító olimpikon; édesanyja Pató Emma; testvérei: Levente (1941-2023), Emőke, Éda; 
felesége: Enikő; gyermekei: Enikő, Csaba

## Tanulmányai
- 1953-54 József Attila Gimnázium (1 év)
- 1954-1957 II. Rákóczi Ferenc Katonai Középiskola (3 év)
- 1957-1962 BME Gépészmérnöki Kar, Áramlástechnikai Ágazat, gépészmérnök
- 1970 - BME, Építőmérnöki Kar, vízellátás-csatornázási szakmérnök

## Életútja
1962- Ganz-Mávag,  Vízgéptervező Iroda,tervezőmérnök
1966-2000 Fővárosi Vízművek
Beosztásai: üzemeltető mérnök, víztermelési osztályvezető, főosztályvezető, főmérnök, műszaki igazgató, szolgáltatási igazgató
Speciális ismeretei: nagy átmérőjű elzáró szerkezetek, nagy teljesítményű folyadékáram-mérők, ózonos ivóvízkezelés; csapózárak, indukciós és ultrahangos vízmennyiség mérők, a folyékony oxigénből való ózonfejlesztés bevezetése a magyar víziközmű szolgáltatásban.

## Tudományos munkássága
Mintegy félszáz hazai és külföldi szakcikk szerzőjeként, konferenciák előadójaként, nemzetközi vízügyi szervezetekben való tagsága révén sokat tett a Fővárosi Vízművek és a hazai ivóvízellátás színvonalának nemzetközi elismertetése érdekében.

## Tagsága nemzetközi és hazai szervezetekben
- Nemzetközi Vízellátási Szövetség (IWSA): Statisztikai és közgazdasági bizottság, PR bizottság
- Nemzetközi Ózon Világszövetség (IOA): Afrika-Európa Board, igazgató
- Magyar Víziközmű Szövetség: nyugdíjasként szaktanácsadó és szakértő
- Magyar Hidrológiai Társaság (56 éven át): Vízellátási Szakosztály, vezetőségi tag, elnök;
- Nemzetközi Kapcsolatok Bizottsága, tag; MHT elnökségi tag

## Szakmai elismerések
- 1978: Magyar Hidrológiai Társaság, Pro Aqua emlékérem
- 1988: Magyar Hidrológiai Társaság, Vitális Sándor szakirodalmi nívódíj
- 1999: Magyar Hidrológiai Társaság, Bogdánffy Ödön emlékérem
- 2006: Magyar Hidrológiai Társaság, Kvassay Jenő díj
- 2012: Magyar Hidrológiai Társaság, Tiszteleti Tag
- 2012: MaVíz, Reitter Ferenc-díj
- 2019: Belügyminisztérium, Vásárhelyi Pál-díj (2019).